# Celenza Valfortore
Celenza Valfortore (Celénze in pugliese, fino al 1862 chiamata Celenza) è un comune italiano di 1 293 abitanti della provincia di Foggia in Puglia.

## Geografia fisica
Celenza Valfortore è situata su una modesta altura dei monti della Daunia, nella valle del Fortore. Si specchia sul lago di Occhito originato artificialmente da quest'ultimo fiume. Celenza Valfortore fino al 2010 fece parte della comunità montana dei Monti Dauni Settentrionali.

## Storia

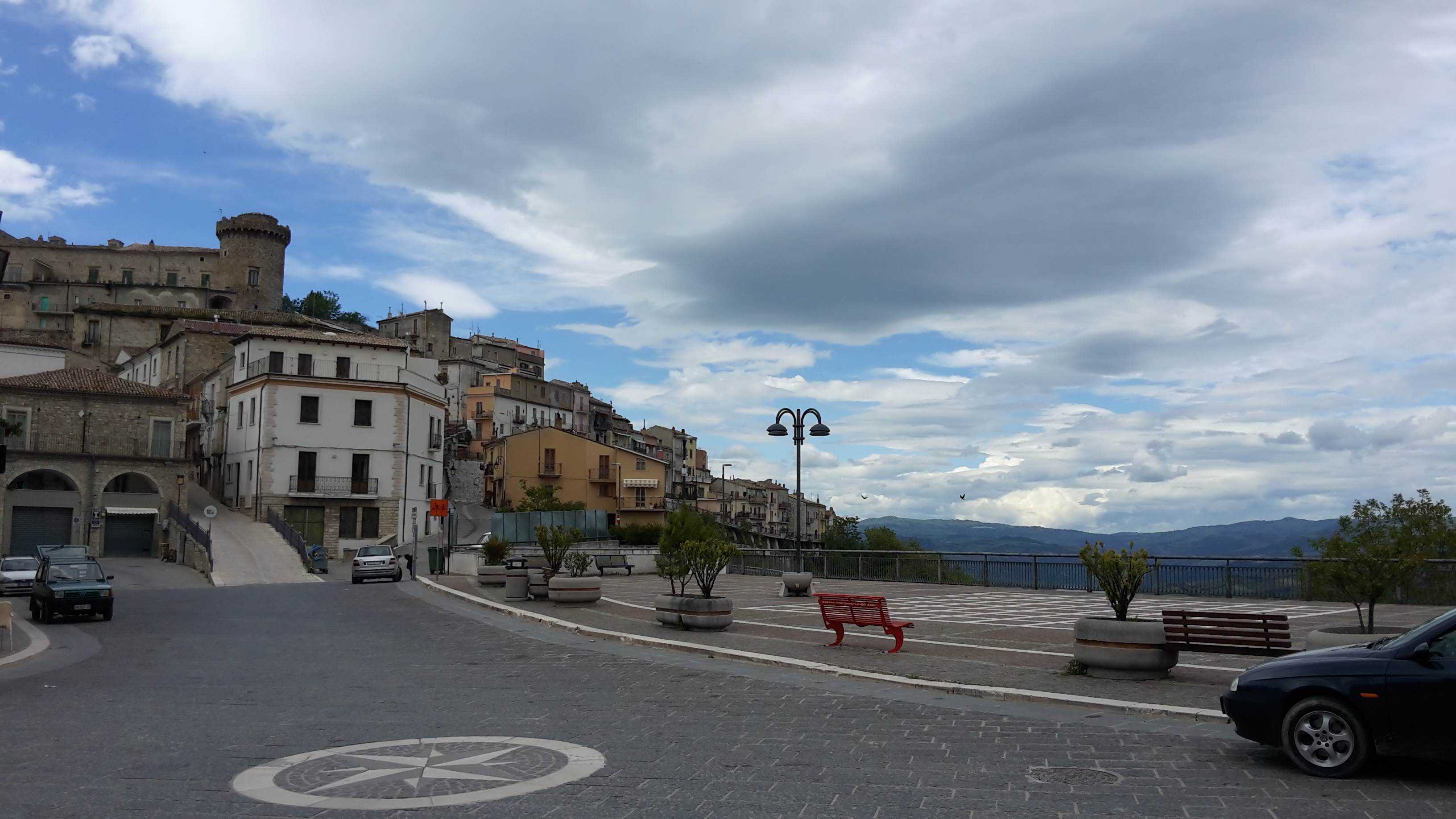
Celenza Valfortore

I tre insediamenti preistorici rinvenuti all'interno dei confini comunali (Toppo Capuana, Mulino Dabasso e Madonna delle Grazie) confermano la frequentazione dell'area già a partire dall'Eneolitico, tra 6000 e 2200 anni prima della nascita di Cristo. Gli impianti insediativi crescono e restano attivi per tutta l'età del rame e per buona parte dell'età del bronzo. Di notevole rilevanza storica è il sepolcreto a fossa terragna contenente una decina di inumati, adulti e bambini, adagiati in posizione fetale, come pure i numerosi e significativi reperti custoditi nell'Antiquarium comunale: olle, ciotole, tazze e vasi con decorazioni geometriche, manufatti litici come le asce-martello ai quali si sommano pregevoli pezzi di epoca romana. La porzione di un vaso raffigurante la dea Madre (nume di origini agresti e simbolo di fertilità) e la testa di un volatile (effigie della dea Uccello), qui rinvenute, sono attualmente esposte al museo archeologico nazionale di Manfredonia.
La tradizione attribuisce la fondazione di un nucleo urbano vero e proprio (Celenna) all'eroe omerico Diomede. L'abitato venne distrutto dai Romani nel 275 a.C. a seguito della sconfitta di Pirro, di cui era alleata, e si tramanda storicamente che i suoi resti vennero cosparsi di sale per ordine del console Manlio Curio Dentato. La popolazione, dispersasi, si radunò sulla collina che tuttora è sede della città e rifondò il centro abitato col nome di Celentia ad Valvam.
Nel periodo bizantino il nome venne modificato in Celentia in Capitanata.
Fino all'avvento della Repubblica Partenopea, alla guida di Celenza Valfortore si alternarono diversi feudatari tra i quali si distinsero per un notevole arco di tempo gli esponenti della nobile famiglia pisana dei Gambacorta (XV e XVI secolo), dai Gambacorta fu venduto alla famiglia Giliberti di Solofra, precisamente al causidico napoletano don Gregorio Giliberti 1° Barone di Celenza e Carlantino, e successivamente passò al di lui figlio, don Onofrio Giliberti 2° Barone di Celenza e Carlantino, che aveva sposato donna Anna Bonito dei principi di Casapesenna e che morì in Napoli senza lasciare eredi, per cui il titolo si sarebbe dovuto riscattare da un nipote di Onofrio, cosa che non avvenne, sicché il feudo ritornò nella disponibilità della Corona Duosiciliana.
Nel XVI secolo venne cambiato nuovamente il nome in Celenza valle Fortore e si adottò la dea Cerere come simbolo cittadino, simbolo che si ritrova tuttora nel gonfalone della città.

## Monumenti e luoghi d'interesse
Nella chiesa madre è visibile un frammento ligneo della Croce trascinata da Gesù sul monte Calvario; la reliquia riconosciuta con bolla vescovile è conglobata in un cristallo di roccia, affiancata dal frammento di un femore di Santo Stefano e dalla manna di San Nicola di Bari, ovvero un'ampolla d’acqua riempita direttamente dalla tomba del santo.
Il centro conserva integri alcuni elementi delle dominazioni bizantina, normanna e di epoca medievale: nell'anno 1049 il catapano Basilio Boiannes innalza una grande chiesa sui resti della laura preesistente, ampliata nella prima metà del 1600 da Andrea Gambacorta che edifica un monastero (S. Nicola) con tanto di ospedale per la cura degli infermi.
Del 1467 è il palazzo baronale con due torri merlate, ricostruito da Giovanni Gambacorta e più volte rimaneggiato nei secoli per i danni arrecati alla struttura dai terremoti. I Gambacorta abitano la residenza per circa tre secoli e il loro scudo campeggia su due delle tre porte di accesso al borgo ancora esistenti (porta Carlina e porta Nova).
Fonti documentali narrano di un monastero eretto nel 1222 in onore di Francesco d'Assisi, a circa mille passi dall'abitato, per celebrare la visita del santo. Del cenobio ampliato nel 1510 da fra Salvatore Discalciato non resta nemmeno una pietra. La famiglia Gambacorta realizza una nuova struttura nel rione S. Antonio Abate (1522) ma l'impianto attuale è di stampo settecentesco. Del 1740 è invece il santuario di Santa Maria delle Grazie.
Nell'ex monastero di San Nicola è ubicato l'Antiquarium comunale che propone un'ampia raccolta di reperti storico - archeologici del territorio.

## Società

### Evoluzione demografica
Abitanti censiti

## Economia
L'economia è basata sull'allevamento e l'agricoltura. Sino ad alcuni anni fa erano attivi un mulino e una fabbrica di coppi, che costituivano le uniche attività manifatturiere di Celenza. Oggi il settore terziario copre il 41% delle attività economiche. L'assenza di ulteriori attività economiche ha determinato, specie a partire dal secondo dopoguerra, uno spiccato fenomeno migratorio.
Nella zona è in costruzione un eliporto che verrà utilizzato dalla società Alidaunia per i collegamenti con Foggia.

## Amministrazione
| Periodo          | Periodo          | Primo cittadino    | Partito                                       | Carica                    | Note  |
| ---------------- | ---------------- | ------------------ | --------------------------------------------- | ------------------------- | ----- |
| 29 dicembre 1988 | 27 maggio 1989   | Mario Vitarelli    | Partito Socialista Italiano                   | Sindaco                   | [ 7 ] |
| 19 giugno 1989   | 13 giugno 1994   | Raffaele Rossi     | Movimento Sociale Italiano - Destra Nazionale | Sindaco                   | [ 7 ] |
| 21 giugno 1994   | 25 maggio 1998   | Giovanni Schettino | Partito Popolare Italiano                     | Sindaco                   | [ 7 ] |
| 25 maggio 1998   | 28 maggio 2002   | Giovanni Schettino | L'Ulivo                                       | Sindaco                   | [ 7 ] |
| 28 maggio 2002   | 27 maggio 2007   | Francesco Santoro  | Unione di Centro                              | Sindaco                   | [ 7 ] |
| 29 maggio 2007   | 7 maggio 2012    | Francesco Santoro  | lista civica                                  | Sindaco                   | [ 7 ] |
| 19 maggio 2012   | 11 giugno 2017   | Massimo Venditti   | lista civica                                  | Sindaco                   | [ 7 ] |
| 12 giugno 2017   | 10 dicembre 2020 | Luigi Iamele       | lista civica                                  | Sindaco                   | [ 7 ] |
| 10 dicembre 2020 | 4 ottobre 2021   | Ernesto Liguori    |                                               | Commissario straordinario | [ 7 ] |
| 4 ottobre 2021   | in carica        | Massimo Venditti   | lista civica                                  | Sindaco                   | [ 7 ] |

### Patti d'amicizia
Ha stretto un patto d'amicizia con:
- Fiorano Modenese